# زمرة جزئية
الزمرة الجزئية (بالإنجليزية: Subgroup)‏ هي المجموعة الجزئية {\displaystyle H\!} من عناصر الزمرة {\displaystyle G\!} التي تحقق بديهيات الزمر الأربع، وبالتالي يجب أن تضم العنصر المحايد. للتعبير عن جزئية زمرة من أخرى، يُقال شفهيًّا "{\displaystyle H\!} هي زمرة جزئية من {\displaystyle G\!}"، وتُكتب رمزيًّا {\displaystyle H\!\subseteq G\!}، وتُكتب أحيانًا {\displaystyle H\!\leq G\!}. يجب أن تكون رتبة الزمرة الجزئية من الزمرة التي رتبتها {\displaystyle h} عددا قاسمًا لـ{\displaystyle h}. ويُقال على الزمرة الجزئية {\displaystyle H\!} التي لا تضم كل عناصر الزمرة {\displaystyle G\!} أنها زمرة جزئية فعلية، ويُرمز لهذه العلاقة بـ{\displaystyle H\!\subset G\!} أو {\displaystyle H\!<G\!}.

## زمرة جزئية طبيعية
في الرياضيات، تكون N زمرة جزئية طبيعية من الزمرة G إذا كانت زمرة جزئية غير متباينة invariant بالنسبة لعملية الترافق conjugation.
من أجل كل عنصر n من N وكل عنصر g من G فإن العنصر g−1ng يبقى موجودا ضمن N.
يمكن كتابة عبارة (N مجموعة جزئية طبيعية من G) كما يلي :
{\displaystyle N\triangleleft G}.

## المجموعات المشاركة ومبرهنة لاغرانج

هي الزمرة, مكونة من الأعداد الطبيعية بتردد 8 تحت عملية الجمع. الزمرة الجزئية H تحتوي على العنصرين 0 و4 فقط وهي في تقابل مع. هناك أربع مجموعات مشاركة يسارية للزمرة H: H ذاتها و 1+H و 2+H و 3+H (كُتبن في ترميز جمعي بما أن الزمرة ذاتها هي زمرة أبيلية). جميعهن يجزئن الزمرة G كلها إلى مجموعات جزئية متساوية من حيث عدد العناصر ومنعزلات بعضهن عن البعض. إذن، مؤشر [G: H] هو 4.

تنص مبرهنة لاغرانج على أنه كانت G زمرة منتهية وH زمرة جزئية منها فإن :
{\displaystyle [G:H]={|G| \over |H|}}
حيث |G| و |H| يشيران إلى رتبة الزمرتين G و H على التوالي. وبشكل خاص، رتبة كل عنصر من الزمرة G هو قاسم لرتبها. انظر إلى زمرة جزئية نظامية.

## شبه الزمرة الجزئية
في الرياضيات، شبه الزمرة الجزئية للزمرة G ، هي مجموعة جزئية من G تحقق كونها نصف زمرة semigroup مغلقة بالنسبة للجداء في هذه الزمرة.